# Bilans energetyczny organizmów żywych
Bilans energetyczny – forma przedstawienia przemiany materii organizmów żywych; porównuje się w nim ilość energii dostarczonej z pożywieniem z wydatkiem energetycznym danego organizmu.
Istnieją trzy rodzaje bilansu energetycznego:
- dodatni: wartość wydatku energetycznego jest mniejsza niż wartość energii dostarczonej do organizmu wraz z pożywieniem; taki bilans może prowadzić do zwiększenia masy ciała oraz do podwyższenia ryzyka zachorowania na inne choroby cywilizacyjne takie jak nadciśnienie tętnicze; bilans dodatni polecany jest osobom z niedowagą;
- ujemny: wartość wydatku energetycznego jest większa niż wartość energii dostarczonej do organizmu wraz z pożywieniem; taki bilans grozi osłabieniem organizmu oraz zmniejszeniem masy ciała; ów rodzaj bilansu energetycznego jest korzystny tylko wtedy, kiedy występuje u osoby otyłej, w wieku od około 18 lat, lecz nawet wtedy bilans nie może być bardzo drastycznie na minusie;
- zrównoważony: najodpowiedniejszy bilans, nie powinien prowadzić do żadnych chorób oraz komplikacji;